# Crotalaria lunata
Crotalaria lunata är en ärtväxtart som beskrevs av Roger Marcus Polhill. Crotalaria lunata ingår i släktet sunnhampor, och familjen ärtväxter. Inga underarter finns listade i Catalogue of Life.